# Bnei Menashe

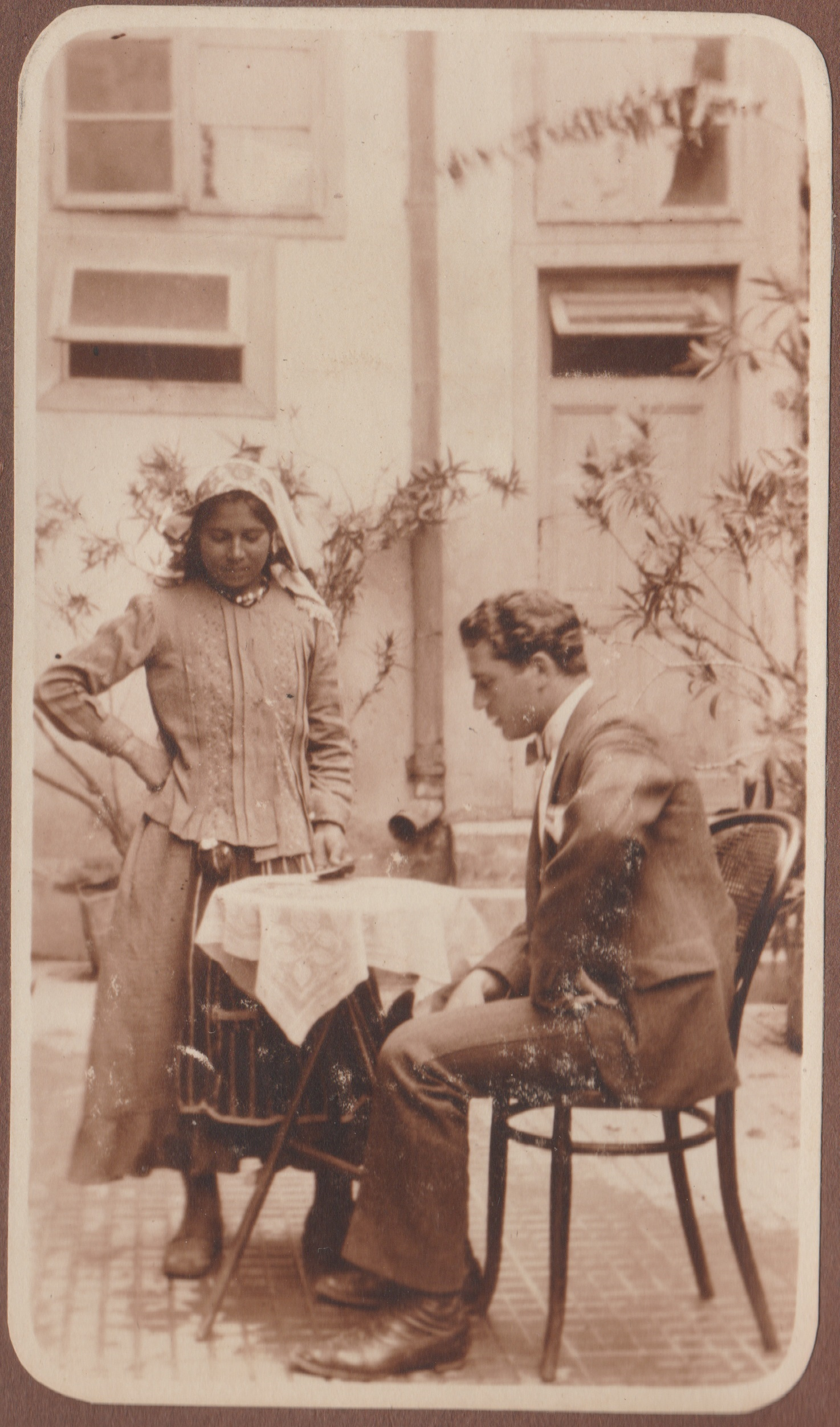
Rabbi Salomon Halevi und seine Frau Rebecca, Juden in Madras

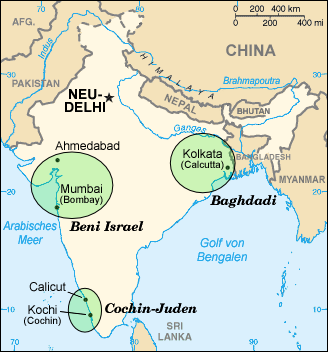
Hauptsiedlungsräume indischer Juden

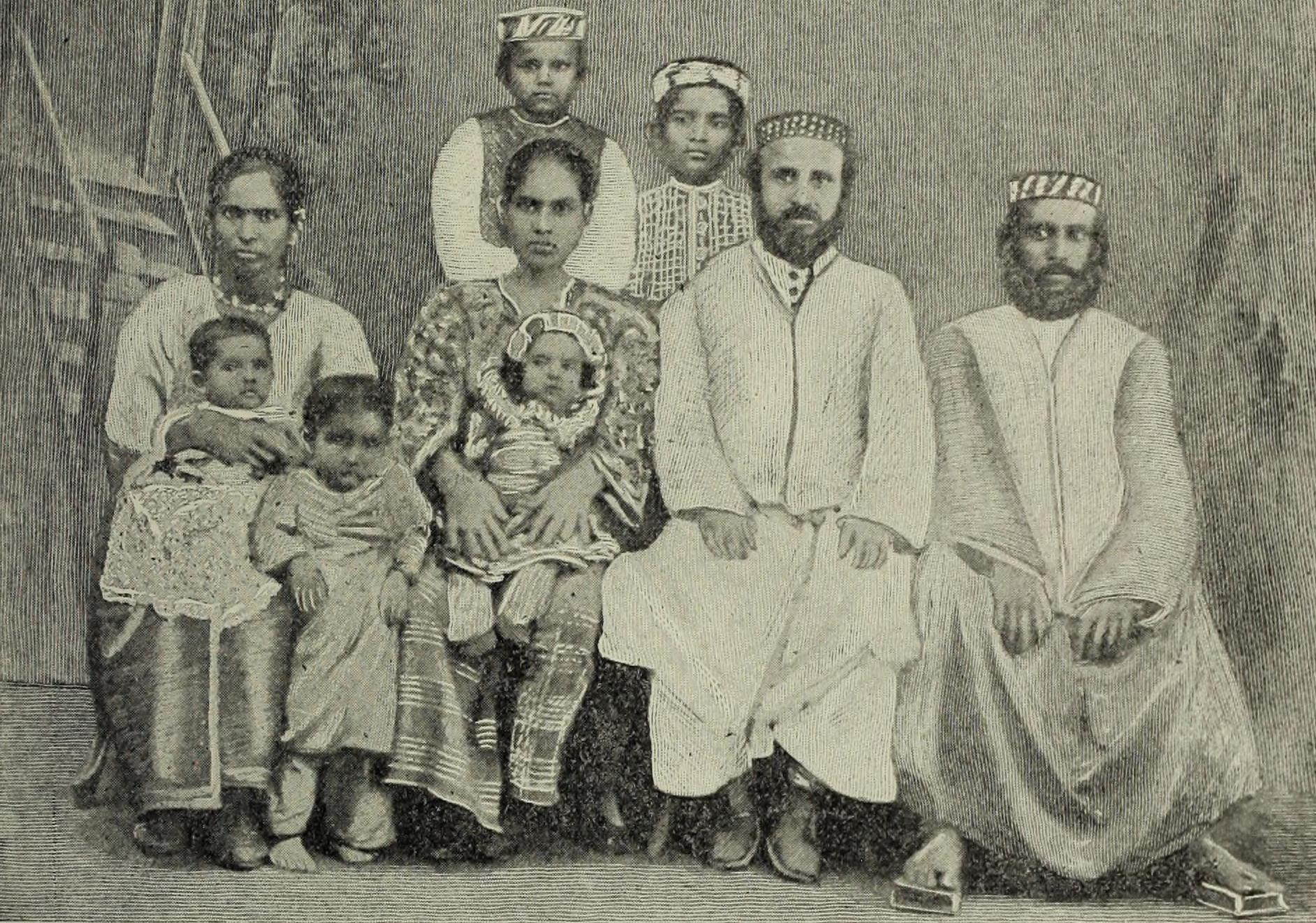
Juden aus Cochin (1900)

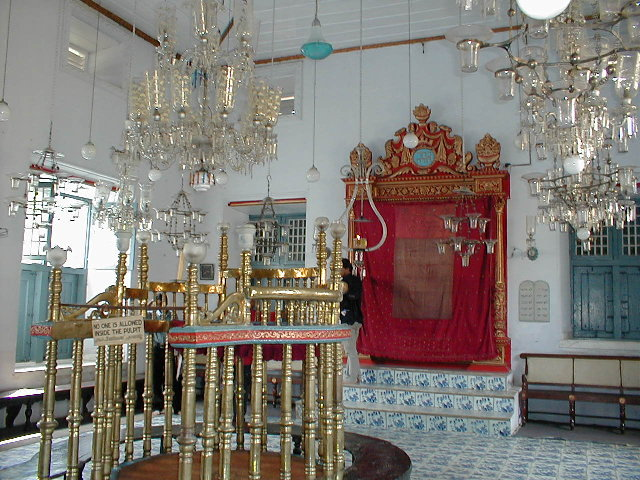
Innenansicht der Paradesi-Synagoge in Kochi

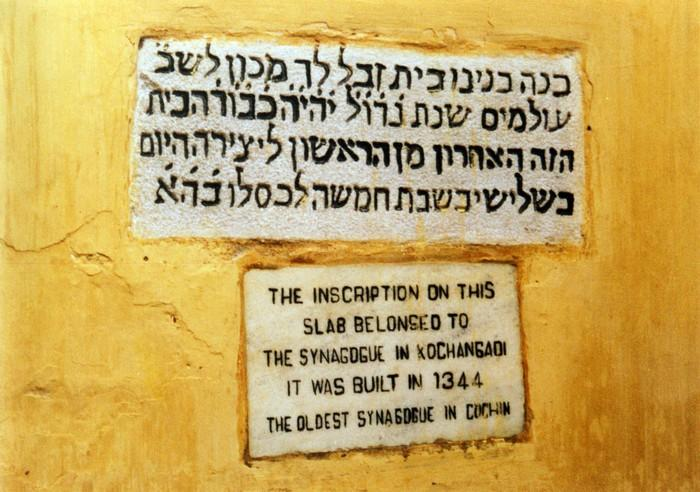
Hebräische Inschrift an der Mattancherry-Synagoge in Kochi (Kerala)

Juden in Indien sind eine religiöse Minderheit in dem hinduistisch geprägten Land.

## Allgemeines
Man vermutet, dass einige Juden bereits während der Zeit des Südreiches (926 bis 586 v. Chr.) nach Indien kamen, andere waren möglicherweise Abkömmlinge der zehn verlorenen Stämme Israels (ab 722 v. Chr.).
Die Hälfte der indischen Juden lebt heute in den nordöstlichen Bundesstaaten Manipur und Mizoram, ein Viertel in der westindischen Metropole Mumbai. In Indien haben Juden im Gegensatz zu anderen Ländern kaum Antisemitismus erfahren, erst im 21. Jahrhundert kam es zu Angriffen durch Islamisten. Bei den Terroranschlägen in Mumbai 2008 gehörte ein jüdisches Gemeindezentrum zu den Anschlagszielen.
Ab 1947 (Unabhängigkeit Indiens) erfolgte eine Alija (Auswanderungswelle) eines Großteils der indischen Juden nach Israel, das ein Jahr nach Indien seine Unabhängigkeit erlangte. Nach der Volkszählung 2011 leben in Indien nur noch rund 4400 Juden.
Es gibt in Indien fünf Gruppen:

## Cochin-Juden
Hauptartikel: Cochin-Juden
Cochin-Juden sind die älteste Gruppe und waren Legenden zufolge ursprünglich Händler aus Judäa, die vor 2500 Jahren in Kochi (früher Cochin; Kerala) gesiedelt und rasch Gemeinden gegründet haben sollen. Wahrscheinlicher ist jedoch eine Einwanderung im frühen Mittelalter. Die Synagoge von Kochi ist ein bedeutendes Kulturdenkmal, das 1568 erbaut wurde.
Die große Mehrheit, etwa 5.000 Gläubige, ist bereits nach Israel ausgewandert. Im Bundesstaat Kerala leben nach der indischen Volkszählung 2011 weniger als 50 Juden.

## Beni Israel
Hauptartikel: Beni Israel
Die Beni Israel erreichten den Subkontinent einer Legende zufolge vor ca. 2100 Jahren, nachdem ein Schiff aus Judäa in Navagaon nahe Alibag an der indischen Westküste zerschellt sein soll. Sie stellen die größte Gruppe indischer Juden. Die Zentren der Beni Israel in Indien lagen in Maharashtra und Gujarat (Mumbai, Pune, Ahmedabad). Heute sind sie größtenteils nach Israel ausgewandert. Die Zahl der in Israel lebenden Beni Israel wird auf rund 60.000 geschätzt. Nach der indischen Volkszählung 2011 leben im Bundesstaat Maharashtra noch knapp 1600 Juden, im Bundesstaat Gujarat rund 120.

## Baghdadi-Juden
Die Baghdadi-Juden kamen vor etwa 250 Jahren aus Irak, Iran, Afghanistan sowie arabischen Ländern nach Mumbai. Sie galten als geschäftstüchtige Händler. Von Mumbai aus zerstreuten sie sich in weite Teile des Landes, wobei eine große Gruppe in Kolkata entstand.
Lebten bei der Unabhängigkeit Indiens 1947 noch 35.000 Juden in Mumbai, sind es 2018 nur noch etwa 3.000.

## Bene Ephraim
Bene Ephraim (auch Telugu-Juden genannt) ist eine kleine Gruppe indischer Juden in Ost-Andhra Pradesh, die Telugu sprechen.

## Bnei Menashe
Die Bnei Menashe (dt.: Söhne des Manasse) leben in den nordöstlich gelegenen Bundesstaaten Manipur und Mizoram. Sie kamen erst in den 1970er Jahren zum Judentum, behaupten jedoch von sich, Nachkommen des israelitischen Stammes Manasse zu sein. Sie pflegen Traditionen, die ihre Angehörigkeit zu den Israeliten nahelegen. Sie führen etwa Beschneidungen mit scharfen Steinen durch, praktizieren die Reinigung von Leprakranken mit Quellwasser, singen Lieder, in denen die heiligen Stätten Israels erwähnt werden und feiern ein Fest, das dem jüdischen Pessach ähnelt.
Erst 2005 wurden sie von Shlomo Amar, dem sephardischen Oberrabbiner Israels, als Juden anerkannt. Damit steht ihnen die Auswanderung nach Israel frei. Die Anzahl der Bnei Menashe wird in Medienberichten auf 5000–7000 geschätzt.
Bei der Volkszählung 2011 gaben rund 2000 Menschen in Manipur und rund 300 in Mizoram ihre Religion als Judentum an.